# Buchzensur in der Volksrepublik China

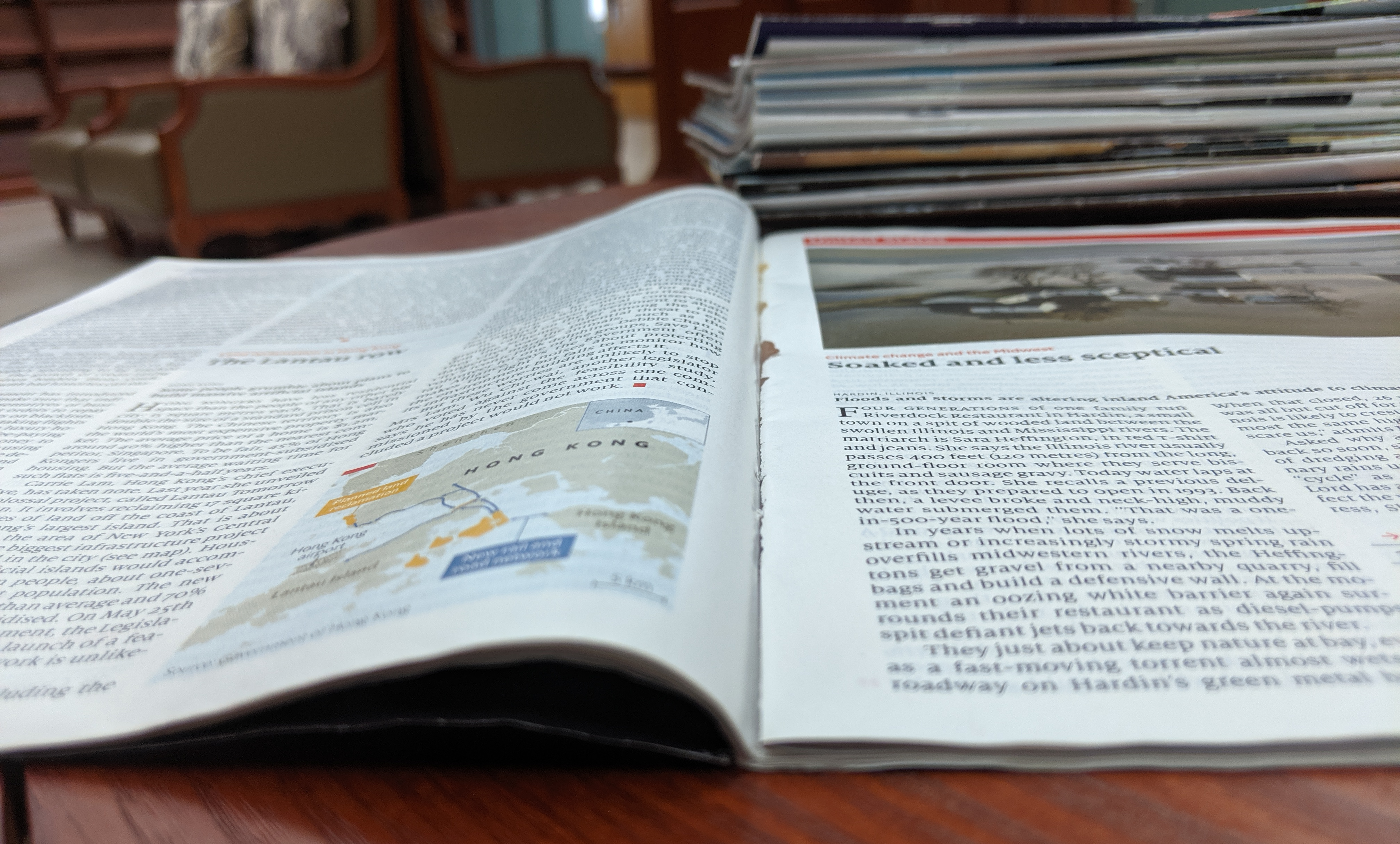
Eine von Chinas Zensurbehörde herausgerissene Seite aus The Economist. Fotografiert in der Provinzbibliothek von Liaoning.

Die Buchzensur in der Volksrepublik China (VR China) wird durch die herrschende Partei der Volksrepublik, die Kommunistische Partei Chinas, implementiert oder angeordnet.
Von Anfang der 1980er Jahre bis im Jahre 2013 war in China das Staatliche Hauptamt für Presse- und Verlagswesen (GAPP) für die laufende Überwachung des Pressewesens zuständig. Im März 2013 wurden das GAPP und das Staatliche Amt für Rundfunk, Film und Fernsehen (SARFT) zum Staatlichen Hauptamt für Presse, Publikation, Radio, Film und Fernsehen (SAPPRFT) zusammengeschlossen. Das SAPPRFT ist direkt dem Staatsrat untergeordnet und untersteht der ideologischen Leitung der Zentralen Propagandaabteilung (ZPA). Die Überprüfung sämtlicher chinesischer Literatur, die auf dem freien Markt verkauft werden soll, unterliegt dieser Administration. Das SAPPRFT hat die rechtliche Befugnis, jeden Druck und jede elektronische beziehungsweise Internet-Publikation zu durchleuchten, zu zensieren und zu verbieten. Da alle Verlage in der VR China durch die SAPPRFT lizenziert werden müssen, hat dieses Amt auch die Macht, einer Person das Recht auf Publikation zu verweigern, und kann jeden Verlag vollständig schließen, der seinen Befehlen nicht Folge leistet.
Die Verlagsindustrie ist einer der vom Staat am stärksten kontrollierten Industriezweige. Gemäß BIZ Peking gibt es in China 580 offizielle Buchverlage (2014), die allesamt staatlich sind, und eine große, kontinuierlich wachsende Anzahl privater Verlage, die bis heute offiziell nicht erlaubt sind. Nach einem Bericht in ZonaEuropa gibt es in ganz China mehr als 4.000 Untergrundfabriken, die Bücher veröffentlichen. Es wird angenommen, dass das Verhältnis von offiziellen zu unlizenzierten Büchern bei 40 % zu 60 % liegt. Die chinesische Regierung hält bei nicht genehmigter, doch beliebter Literatur sogenannter geistiger Verschmutzung weiterhin öffentliche Bücherverbrennungen ab, obwohl Kritiker behaupten, dass die dadurch entstehende Aufmerksamkeit auf einzelne Titel nur dabei hilft, diese Bücher zu verkaufen. Gemäß den geltenden Zollbestimmungen ist die Einfuhr von Drucksachen verboten, die schädlich für Chinas Politik, Wirtschaft, Kultur und Moral sind.

## Hongkong
Gemäß Grundgesetz, Artikel 27 der Sonderverwaltungszone, herrscht in Hongkong unter anderem Redefreiheit, Presse- und Publikationsfreiheit. Verlage wie New Century Press veröffentlichen ihre Bücher unbehindert, unter anderem reißerische erdichtete Darstellungen über chinesische Beamte und verbotene Episoden der chinesischen Geschichte. Bücher, die in Festlandchina verboten sind, werden in Buchhandlungen wie der Causeway Bay Books oder der People’s Commune bookstore (Volkskommune Buchhandlung) verkauft. Letztere importiert auch Bücher, die die Buchhandlung Mirror Books in New York City veröffentlicht. Oft sind die Kunden Parteikader, die das kaufen, was sie in Festlandchina verboten haben.
Im Herbst 2015 wurde die Sonderverwaltungszone durch das Verschwinden von fünf Hongkonger Buchhändlern erschüttert. Allesamt arbeiteten für den der Kommunistischen Partei Chinas (KPC) kritisch eingestellten Verlag Mighty Current Publishing und dessen Buchhandlung Causeway Bay Books. Nach seiner Rückkehr im Juni 2016 trat Lam Wing-kee, einer der Entführten, an die Öffentlichkeit. In einer Pressekonferenz berichtete er von seiner Entführung und dass sein im Februar im Phoenix TV ausgestrahltes Geständnis inszeniert gewesen sei; man habe ihm einen Text vorgelegt, den er ablesen musste.

## Liste verbotener Bücher
Die ist ein Auszug aus mutmaßlich mehreren Tausend Büchern, die in China verboten waren oder noch verboten sind.
- Wilde Schwäne (1991) von Jung Chang, Autobiografie

Familiengeschichte über drei Generationen von der Kaiserzeit bis zur Herrschaft Mao Zedongs 1909 bis 1978. Beschreibt das große Leid jener Zeit während der rücksichtslosen Umsetzung politischer Ideen. Das Buch gab vielen westlichen Lesern einen ersten Einblick in das Leben in China unter der Gewaltherrschaft der Kommunistischen Partei mit dem Vorsitzenden Mao Zedong. Wilde Schwäne gehört zu den Top 20 verbotenen Büchern.
- Großer Strom, großes Meer (2009) von Lung Ying-tai, Sachbuch

Anti-Kriegs-Buch der taiwanesischen Bestsellerautorin Lung Ying-tai. Wichtigste chinesischsprachige Neuerscheinung des Jahres 2009 und der Jahre davor; darf in China weder erwähnt noch besprochen werden.
In Taiwan wurden im ersten Monat seiner Veröffentlichung über 100.000 Kopien verkauft und 10.000 in Hongkong, aber Diskussionen über ihre Arbeit wurden im Festlandchina im Anschluss an die Buchvorstellung verboten.
- Verschiedene Werke von Shen Congwen (1902–1988), Romane

„Denunziert durch die Kommunisten und Nationalisten gleichermaßen, sah Herr Shen seine Schriften in Taiwan verboten, während Verlage des Festlandchinas seine Bücher verbrannten und die Druckplatten für seine Romane zerstörten. ... So erfolgreich war der Aufwand, den Namen des Herrn Shen aus der modernen Literaturaufzeichnung auszulöschen, dass nur einige jüngere Chinesen heute seinen Namen kennen, geschweige denn den Umfang seiner Arbeit. Erst seit 1978 hat die chinesische Regierung eine Auswahl seiner Schriften neu aufgelegt, doch nur in einer Auflage von ein paar Tausend Exemplaren. ... Über seinen Tod wurde in China nicht berichtet.“
- Grünes Ei mit Speck (1960) von Theodor Seuss Geisel, Roman

Im Jahre 1965 war der Kinderroman wegen seiner Darstellung des frühen Marxismus vorübergehend in der Volksrepublik China verboten. Das Verbot wurde 1991 nach dem Tod von Seuss aufgehoben.
- Zhuan Falun (1995) von Li Hongzhi, spirituell

Der Begründer von Falun Gong erhielt in den Anfangsjahren nach Veröffentlichung verschiedene Auszeichnungen. „Viele Beamte der chinesischen Regierung lobten am Anfang die Vorzüge von Falun Gong und priesen den positiven Einfluss auf einzelne Personen sowie auf die ganze Gesellschaft. Diese Beamten unterstützten die Verbreitung von Falun Gong Anfang der 90er Jahre. Ein Drittel der 60 Millionen Parteimitglieder, unter ihnen auch hohe Regierungsbeamte, übten Falun Gong. Eine Handvoll Parteigenossen fühlten sich jedoch von der zunehmenden Popularität Falun Gongs bedroht. Jene atheistischen Parteigenossen konnten die Tatsache nicht akzeptieren, dass viele Menschen und auch Mitglieder der Kommunistischen Partei Chinas (KPCh) nach 40 Jahren marxistischer Erziehung an anderer Stelle nach spirituellen und moralischen Werten suchten. Sie versuchten, Fehler in Falun Gong zu finden, um die ideologische Abwehr gegen die eher aufgeschlossenen Beamten zu schüren, um sie zu entlassen und somit die Partei zu ihrem politischen Vorteil zu ‚säubern‘. [...] Ein Artikel vom 17. Juni 1996 in der Guanming Tageszeitung, dem Sprachrohr der KPCh, eröffnete eine Medienkampagne gegen Falun Gong. Die Regierung drängte viele Zeitungen, dem Beispiel mit eigenen verleumderischen Berichten zu folgen. Am 24. Juli 1996 befahl das Propagandaministerium der Kommunistischen Partei, alle Bücher von Li Hongzhi zu verbieten.“
- Neun Kommentare über die Kommunistische Partei, Zeitungsverlag Epoch Times Europa, Sachbuch

Die „Neun Kommentare über die Kommunistische Partei“ wurden Ende 2004 als redaktionelle Serie in der chinesischsprachigen Zeitung Epoch Times (Dajiyuan) mit Sitz in New York veröffentlicht und später als Buch herausgegeben. Die Artikelserie kritisiert die Herrschaft der Partei in China und beschreibt die politischen Repressionen durch die Partei und ihres Propagandaapparates sowie ihre Angriffe auf die traditionelle Kultur Chinas und deren Wertesysteme. Kurz nach Veröffentlichung der Artikelserie begann die Tuidang-Bewegung, ein chinesisches Dissidentenphänomen, das zum Austritt aus der Kommunistischen Partei Chinas und deren anhängenden Jugendorganisationen führte. Bis Mai 2016 sollen laut Epoch Times 237 Millionen Chinesen ausgetreten sein. Der Bundesbeauftragte für die Unterlagen des Staatssicherheitsdienstes der ehemaligen Deutschen Demokratischen Republik (BStU) hat dieses Buch in die Fachbibliothek aufgenommen.
- Blutige Ernte: Untersuchungsbericht zu den Anschuldigungen der Organentnahmen an Falun Gong Praktizierenden in China (2006) von David Kilgour und David Matas

Im Jahre 2006 tauchten Anschuldigungen des Organraub in China auf. Der Untersuchungsbericht war von Beginn an in China verboten. Russland folge dem Verbot 2008.